# 第21回カンヌ国際映画祭
第21回カンヌ国際映画祭（だい21かいカンヌこくさいえいがさい）は、1968年（昭和43年）5月10日 - 24日に開催の予定であったが、19日に起きた「カンヌ国際映画祭粉砕事件」のために途中で中止され、各賞の選出は行われなかった。資料として以下に審査員とコンペティション部門選出作品を挙げる。同事件は、21日に起こった五月革命に波及した。

## 審査員

### コンペティション部門
- 審査委員長 
  - アンドレ・シャンソン（フランス、作家）
- 審査員
  - ロマン・ポランスキー（フランス、監督）
  - テレンス・ヤング（イギリス、監督）
  - ベリコ・ブライーチ（ユーゴスラヴィア、監督）
  - ボリス・フォン・ボレスホルム（西ドイツ、監督）
  - ルイ・マル（フランス、監督）
  - モニカ・ヴィッティ（イタリア、女優）
  - ポール・カデアック・ダルボー（フランス、プロデューサー）
  - クロード・アヴリーヌ（フランス、作家）
  - ジャン・レスキュール（フランス、作家）
  - ロベルト・ロジェストヴェンスキー（ソ連、詩人）
  - ヤン・ノードランダー（スウェーデン）

## 上映作品

### コンペティション部門
アルファベット順。邦題がない場合は原題の下に英題。
| 題名 原題                                                      | 監督                         | 製作国                    |
| -------------------------------------------------------------- | ---------------------------- | ------------------------- |
| アンナ・カレーニナ Анна Каренина                               | アレクサンドル・ザルヒ       | ソビエト連邦              |
| ミラノの銀行強盗 Banditi a Milano                              | カルロ・リッツァーニ         | イタリア                  |
| Charlie Bubbles                                                | アルバート・フィニー         | イギリス                  |
| Csillagosok, Katonák （The Red and the White）                 | ミクロシュ・ヤンチョー       | ハンガリー ソビエト連邦   |
| 城 Das Schloss                                                 | ルドルフ・ネルテ             | 西ドイツ                  |
| Doktor Glas Doctor Glas                                        | マイ・ゼッタリング           | デンマーク                |
| Feldobott kö （The Upthrown Stone）                            | シャーンドル・シャーラ       | ハンガリー                |
| Fényes Szelek （The Confrontation）                            | ミクロシュ・ヤンチョー       | ハンガリー                |
| Grazie, Zia （Come Play with Me）                              | サルヴァトーレ・サンペリ     | イタリア                  |
| 茂みの中の欲望 Here We Go Round the Mulberry Bush              | クライヴ・ドナー             | イギリス                  |
| 火事だよ!カワイ子ちゃん Hoří, má panenko                       | ミロス・フォアマン           | チェコスロバキア イタリア |
| I Protagonisti The Protagonists                                | マルチェロ・フォンダート     | イタリア                  |
| ジュ・テーム、ジュ・テーム Je t'aime, Je t'aime                | アラン・レネ                 | フランス                  |
| ジョアンナ Joanna                                              | マイケル・サーン             | イギリス                  |
| 青い恋人たちの詩 Les Gauloises bleues                          | ミシェル・クルノー           | フランス                  |
| Mali Vojnici （Playing Soldiers）                              | Bato Cengic                  | ユーゴスラビア            |
| O slavnosti a hostech （A Report on the Party and the Guests） | ヤン・ニェメツ               | チェコスロバキア          |
| ペパーミント・フラッペ Peppermint Frappé                       | カルロス・サウラ             | スペイン                  |
| 華やかな情事 Petulia                                           | リチャード・レスター         | イギリス アメリカ合衆国   |
| Rozmarné Léto （Capricious Summer）                            | イジー・メンツェル           | チェコスロバキア          |
| Seduto alla sua destra （Black Jesus）                         | ヴァレリオ・ズルリーニ       | イタリア                  |
| Tuvia Vesheva Benotav （Tevye and His Seven Daughters）        | メナヘム・ゴーラン           | イスラエル 西ドイツ       |
| あの胸にもういちど The Girl on a Motorcycle                    | ジャック・カーディフ         | イギリス フランス         |
| 帰らざる勇者 The Long Day's Dying                              | ピーター・コリンソン         | イギリス                  |
| Trilogy                                                        | フランク・ペリー             | アメリカ合衆国            |
| 哀愁のみずうみ Vingt-Quatre Heures de la vie d'une femme       | ドミニク・ドルーシュ         | 西ドイツ フランス         |
| 藪の中の黒猫                                                   | 新藤兼人                     | 日本                      |
| マテウシュの青春 Żywot Mateusza                                | ヴィトルド・レスツィンスキー | ポーランド                |

### 特別招待作品
- 風と共に去りぬ - ヴィクター・フレミング（アメリカ）
- 白い恋人たち - クロード・ルルーシュ、フランソワ・レシャンバック（フランス）
- 世にも怪奇な物語 - フェデリコ・フェリーニ、ルイ・マル、ロジェ・ヴァディム（フランス・イタリア）

## カンヌ国際映画祭粉砕事件
本映画祭開催9日目の5月19日、会場の宮殿にジャン=リュック・ゴダールが現れ、コンペティション部門に出品されていたカルロス・サウラの作品上映を中止させようとした（サウラ自身も呼応した）。ヌーベル・バーグ運動の中心的人物だったゴダールとフランソワ・トリュフォーはフランスで行われていた学生と労働者のストライキ運動に連帯し、警察の弾圧、政府、映画業界のあり方への抗議表明としてカンヌ映画祭中止を呼びかけ、クロード・ルルーシュ、クロード・ベリ、ジャン=ピエール・レオ、ジャン=ガブリエル・アルビコッコらと会場に乗り込んだ。審査員のモニカ・ヴィッティ、テレンス・ヤング、ロマン・ポランスキー、ルイ・マルもこれを支持して審査を放棄し、上映と審査の中止を求めた。コンペティションに出品していたためその場にいたチェコスロヴァキアの映画監督ミロシュ・フォルマンも出品を取りやめることを表明した。
結果、同日付で映画祭事務局は中止を決め、ファーブル・ル・ブレがその旨のアナウンスをした。フランスの映画人たちのこの行動は、映画祭を粉砕した。5月21日には、首都パリで、労働者と学生によるゼネストが起き、いわゆる「五月革命」へと発展していった。
この事件をきっかけとして、カンヌ映画祭と並行して「監督週間（Director’s Fortnight=監督の2週間の意）」が行われるようになった。映画界における官僚主義に反対する映画製作者らによって監督協会（SRF）が設立され、もっと自由な映画選出として「監督週間」を始め、「カンヌに出品したくても選ばれなかったのなら、監督週間に来てください。ホテルの部屋を予約し、あなたの作品を上映します。審査員も賞もない。あるのは映画ファンだけです」と呼び掛けて、監督たちを招待した。